# 中国人民解放军华东军区济南特别市军事管制委员会
中国人民解放军华东军区济南特别市军事管制委员会是从1948年9月24日至10月31日对济南特别市实施军事管制的权力机关。

## 历史
1948年7月18日，中共华东中央局就向中共中央递交了接收济南准备工作的报告。1948年7月19日，中共中央复电华东局批准，并指出济南在接管训练中“应注意防空及在飞机轰炸下如何维持秩序、保存物资的办法。对于所有进城人员及机关、部队，必须订出纪律，保持廉洁，不许抓取任何东西，生活标准不能定得太高”。获批后华东局即正式开始了接管准备工作，当月下旬在益都建立了专事接管济南准备工作的“青州建设研究会”，实质是济南市委、市政府、市警备司令部联合筹备处，为接管济南先后抽调、培训了8000余名干部和学生，培训着重三个方面：
1. 、思想教育。这8000余人来自四面八方，自1948年7月开始在青州集结，到9月上旬在张店集中完毕，期间，华东局重点抓思想教育，明确形势，了解接管济南的重要意义和接管方针政策、方法等。
2. 、政策学习，如《关于收复石家庄的城市工作经验》《关于工商业政策》《关于注意总结城市工作经验》《再克洛阳后给洛阳前线指挥部的电报》《关于保护新收复城市的指示》等中央文件。[2]明确城市工作的方针是建设而不是破坏；官僚资本与民族资本界限；帝国主义分子和外国侨民界限；知识分子和旧职人员界限等政策与策略。
3. 、接管业务学习。1948年8月华东局将调查所得材料汇集成册，编印了《济南概况》一书，系统地介绍了济南的政治、经济、军事、文化教育和社会状况。1948年9月初又陆续编印了《济南概况补充调查》、《济南人物调查》和济南地图。《济南人物调查》分政治、党团、警察、军界、财政经济、文化教育、技术、社会名流、宗教等10个方面简要介绍了560余位知名人物的情况。华东局认为接管济南的信息准备工作是“熟悉情况的第一步”，“作得很好”。另外，还学习了山东省内之前解放的潍坊、兖州等中小城市的接管经验和教训。

1948年9月7日，华东局召开会议，对接管济南市工作专门作了研究部署，并决定调集6000余名干部进城执行接管任务；在攻城期间，接管干部按预定分工，紧随攻城部队行动，部队攻到哪里，接管工作就进展到哪里。9月21日，华东局发出《关于接管济南的工作指示》：此次战役不仅要坚决地攻占济南，在军事上取得伟大胜利，而且要完善地接管济南，在政治上取得伟大胜利；要求接管济南必须采用“有步骤有重点有秩序有领导”的方针，并对接管方针、策略、纪律做了详细规定与安排，全市“官僚资本之企业、铁路、矿山、工厂、银行、邮电、交通、机关均为我们基本上完全接管下来”；济南解放初期实行军事管制,并成立以谭震林为主任、曾山为副主任的中国人民解放军华东军区济南特别市军事管制委员会，军管会下设16个部，为济南军管时期最高权力机关，统一领导全市军事行政事宜。华东局决定由党政军民各部门组成统一的接管委员会，指定曾山为主任委员，郭子化为副主任委员，谭震林、袁仲贤、刘顺元、冯平等为委员。有旅大城市工作经验的潍坊区党委书记刘顺元任济南市委书记，原济南市委的市委书记张北华为副书记，潍坊市委书记徐冰为副市长。1948年9月7日，华东野战军山东兵团印发了华东军区颁发的《约法七章》及兵团政治部关于执行《约法七章》的具体规定，要求各级干部接到文件后，应立即在部队指战员中反复宣读，深入解释，并切实保证全部执行，不得有任何故意违犯行为。
1948年9月24日济南解放，为中共接管的关内第一个大城市（此前的石家庄、洛阳等当时算是中等城市）。1948年9月25日，中国人民解放军华东军区济南特别市军事管制委员会正式公开宣告成立并颁发第一号布告：“为确立革命秩序，保障全体人民生命财产，维护社会安宁，暂时实行军事管制”，济南特别市军事管制委员会“为该市军事管制时期之最高权力机关，统一全市军事、行政管理事宜”；公布了军管会组成人员：（山东兵团政委）谭震林为主任、（华东局委员、华东财办主任）曾山为副主任，（山东兵团司令员）许世友、（济南特别市市长）郭子化、（华东军区副参谋长、济南特别市警备司令）袁仲贤、（山东兵团政治部主任）谢有法、（济南市委书记）刘顺元任委员；“俟社会秩序安定，军事管制结束，该会即行撤销”。当天，华东军区司令部、政治部即颁发《约法七章》的布告，声明本军保护城市各阶层人民生命财产和民主自由，保护民族工商业及私人资本，保护外国侨民及其财产。9月25日，济南市军管会为严明机关部队人员入城纪律，颁布《入城守则》十一条。
9月26日，据守千佛山的守军缴械投降，市区内的成股残兵被全部肃清。
当时恢复社会秩序首先遇到的大问题是街上有很多尸体，又在热天，严重肿胀发臭有造成瘟疫的风险，再一个问题是粪便垃圾运不出去。因为围城攻打的时间长，家家户户的厕所都积满粪便，急需处理。一夜有百来具尸体沿西关护城河向下漂流，因天气炎热，尸体大都腐烂发臭。当时小清河一带村庄，都饮用河水，故打捞工作刻不容缓。9月26日，市军管会在部署需迅速进行的各项具体工作的通告中特别强调，要“收拾遗散的弹药武器，掩埋尸体，打扫街道马路，拆除军事工事障碍，拨粮救济失业的青年和工人、农民……”。成立了由公安局、卫生局、建设局、警备司令部以及商会代表组成的市容整理委员会，“收拾遗散的弹药武装，掩埋尸体，打扫街道马路，拆除蒋匪工事障碍”,并采取了多项具体措施解决市容难题。组织干部和战士打捞尸体、清理炮弹外，在军管会领导下，10月2日开始，市政府先后拨粮40万斤、拨款4.6亿元（旧币），实行以工代赈，动员市民整理市容，重点急赈战争中损失较严重的穷苦市民6244户、20450人；以工代赈动员10241人，1000余辆地排车，掩埋敌尸5980具、群众尸体579具，拆除地堡1000多个，收容转运重伤俘1841人。广泛发动各界群众参加清除垃圾活动。据不完全统计，全市运出垃圾4000余万斤，新建垃圾箱1141个。
10月1日，市军管会颁发布告，明令解散国民党、三青团及其他反动组织，禁止其任何活动，各反动组织人员应即依法到公安机关登记，缴出一切证件和武器。先后有5000余人到公安部门登记，同时收缴了一批隐藏在民间的反动分子的武器、弹药、电台及军用物品、文件等。
10月3日，济南特别市政府和警备司令部颁发布告，严令镇压一切造谣、破坏、偷盗、抢掠等不法行为。同时成立了市地方法院、市公安局及80余个派出所，留用旧警人员，配合警备部队徒手服务，维持治安。  
公布《三十七年度征收田赋公粮公草暂行办法(草案)》和《济南特别市农业税暂行征收办法(草案)》,开征农业税。
在军管会组织发动下，电厂工人冒着生命危险排除了国民党军队埋在机房下面的100多斤炸药，迅速抢修机器和锅炉，于1948年10月1日向自来水厂等处送电，10月2日向商埠地区送水。军管后于10月3日发出布告，提出“各工厂、商号一律先开市营业”。铁路、面粉、纺织服装、军兵工厂等也迅速恢复生产。
10月3日,为吸收建设人才，济南特别市政府设立高级技术人员招待所，对前来登记的技术专家、工程师、科学管理人员及其他建设人才予以救济，并根据其专长和愿望，介绍适当职业。
10月上旬,旧市政府所属的秘书室和财政、教育、民政、社会、地政、工务等部门,均由特别市政府有关部门接管。接管了11个旧区公所和旧济南市银行、警察局、地方法院、市立医院
以及的接管。旧市政府所辖各级各系统共有职员5200余人。一部分在攻城期间潜逃或自动离职外，济南特别市政府对大多数旧职员在重新登记、进行政治教育和轮训的基础上，量才录用留用。据1949年7月10日统计,全市共轮训旧职员3期300余人，继续留用旧职员2821人，占旧职员总数的54%。
为了迅速复工、复业，1948年10月8日，济南特别市市政府“决定各工厂、商号目前可暂不登记。一律先开市营业。俟市面恢复后，再行登记备案，领取执照”。为推进复工、复业，政府部门提供了大批贷款协助厂家恢复生产。10月26日，济南特别市市委市政府先期宣布提供贷款1.46亿元北海币，11月上旬发放完毕。从11月中旬至12月20日，北海银行发放企业贷款50亿元。到1949年4月之前，济南市工商企业基本全部复业。对复工中最主要的工资问题则采取了稳健政策，实行原职原工原薪，没有把握不轻易改革。“原职原工原薪既暂时的解决了工人职员的生活问题，又能顺利接收与复工，并能争取时间进行调查研究，逐步改革，而不致粗枝大叶的犯错误”。
10月10日济南各界1300余人在体育场举行庆祝济南解放大会。市委书记刘顺元、副市长徐冰讲话，号召迅速复工、复业、复课，医治战争创伤，建设新济南。大会通过致毛泽东主席、朱德总司令及华东人民解放军的致敬电。 
10月12日华东人民解放军追悼和公祭在济南战役中牺牲的王吉文师长、徐海珊政委及其他烈士。
10月14日济南特别市政府发布通告，对外国侨民进行登记。至11月26日，市公安局共登记外侨136人。
10月15日济南各界建筑烈士公墓筹备委员会成立，决定在四里山修建解放济南烈士纪念塔、烈士纪念堂、烈士公墓和烈士遗物陈列馆。同日，为加强对干部学习的领导，中共济南特别市委决定成立学习委员会，由夏征农兼书记。学委会对全市干部的学习制度、学习内容、学习方法作出具体规定。
10月31日济南特别市结束军事管制。市军管会及城区军管分会撤销，未尽事宜统交济南市人民政府及敌产清理委员会办理。原市军管会所属工作机构即行改变或撤销，金融部并入北海银行济南分行，卫生部改为济南特别市卫生局，政务部改为济南特别市民政局。

## 机构设置
- 中共济南特别市市委：1948年9月25日成立。济南特别市市委隶属华东局。1949年3月中共山东分局重新建立后，济南特别市市委隶属山东分局。1948年10月3日公布了市委及常委会组成人员，市委由16人组成，并由刘顺元、张北华、袁仲贤、袁也烈、邝任农、郭子化、徐冰、李士英组成常委会，刘顺元任书记，张北华任副书记。市委下设秘书处、研究室、组织部、宣传部（部长夏征农）、社会部（部长李士英兼）、联络部、直属机关党委、财政经济委员会、街道工作委员会、青年工作委员会、妇女工作委员会、直属机关党委、新民主报社、中共济南市学校委员会(简称“学校党委”，负责人徐冰)等13个部门和单位，辖第一、二、三、四、五、六、七、八、九、十、十一分区委。中共济南特别市委宣布成立后，原中共济南市委、中共渤海工委、中共鲁西工委即行撤销。1949年3月,第一、二分区委合并为城区分区委。5月,各分区委改为区委。
  - 济南特别市军事管制委员会出版部：华东新华书店派员随军进城，按军管会命令，接管了国民党官办的5家书店，1948年10月1日创建了华东新华书店济南分店，设在经四路302号(现308号)原中国文化服务社山东分社址；1949年2月迁至经三路(现141～143号)；首任经理钟虹，副经理东平，工作人员共13人，设秘书科、营业科和两个门市部。第一门市部在西门大街48号(原正中书局址)，第二门市部设在纬四路4号(原建国书店址)。1949年4月，又在经三路179号(现141号)增设第三门市部。章历、章丘、长清也相继建立了支店。1949年2月华东新华书店由临朐县迁驻经九路胜利大街，设有秘书处、编辑部、营业部、印刷部；1949年5月，迁往上海。
  - 《新民主报》社：1948年10月1日，中共济南特别市委机关报《新民主报》在济南创刊发行。创刊号头版头条刊登了《寿光地方武装活捉王耀武》的消息。中共济南特别市委设党报委员会，由市委书记刘顺元等5人组成。下设编辑委员会，恽逸群任总编辑。党报委员会与编辑委员会统一领导《新民主报》和新华通讯社济南分社，恽逸群兼任新华社济南分社社长。《新民主报》和新华通讯社济南分社为一套领导班子，合署办公。报社设编辑部，下设时事组与副刊组。分社设采访科与通讯科。社址在经三路纬二路路西(铭新池西侧，1982年纬二路展宽时拆除)原国民党山东省党部机关报《大华日报》旧址。在经二路纬二路路口东边(即现在的中国工商银行济南市市中区办事处所在地)接收《大华日报》印刷厂。报社从业人员130人，期发数为1.2万份。《新民主报》为对开四版。除了宣传解放战争的胜利以外，《新民主报》的报道中心为“复工、复业、复课，巩固秩序”(《对通讯员的报道提示》)。1949年春山东分局机关报《大众日报》迁来济南，大量抽调新闻干部南下新解放区，《新民主报》出至1949年3月31日停刊，并入《大众日报》社。
  - 济南特别市军事管制委员会公安部：1948年7月华东局社会部副部长李士英（兼昌潍特区保安司令部司令员兼政委）与梁国斌共同负责，从华东局社会部抽调一批干部，组成专门班子，进驻青州，做接管济南的准备工作。在李士英具体领导下，一方面调查搜集济南政情、敌情和社情资料，以华东局名义编印了《济南概况》、《济南特务与警察调查》、《济南人物调查》及各种地图等，作了材料上的准备。另一方面迅速抽调公安干部、战士600余人，组成若干工作队（组），为接管做组织准备。李士英在《回忆济南解放的前前后后》中写，进城前感觉600多名干部战士不少了，可是进城后就觉得人手不够了。9月23日顶着炮火进入济南城区，接管了山东省会警察局，9月25日成立济南特别市军事管制委员会公安部。先后收容旧警1800余名，经甄别审查后，对其中少数不适合做公安工作的特务、品质恶劣者以及体弱多病者予以淘汰或作其他处理，从中选择了1596名予以录用。其中，局员、科员、督察员17人，书记、文书13人，一、二、三等巡官22人，一、 二、三等警长22人，一、二、三等警士1169人，话务员、技工l3人；医务人员4人，事务员、炊事员、汽车司机等杂务人员137人。原济南市委社会都并入济南特别市军事管制委员会公安部。进城后的两大最急迫任务：一是保护粮食、煤炭，二是维持好社会治安。[6]10月5日，济南特别市政府公安局成立。1948年10月,市公安局设保警大队,各区公安分局设保警队。重点开展6项工作：第一，清除战争遗迹，公安干警，清除垃圾，平毁各类工事400余座，抢修了水电、路灯，疏通了道路交通；第二，抓捕敌特骨干分子200余名，摧毁了特务反动党团和特务组织；1948年10月2日，济南特别市委员会召开了社会部、公安局与相邻的冀鲁豫区、冀南区、渤海区、鲁中南区、淄博特区、原济南市委情报部和社会部，华东局社会部和统战部、中央社会部派来济南市抓捕侦察的各方面领导干部参加的专门会议，决定对各方面力量统一认识、统一任务、统一政策、统一制度、统一供给，集中优势兵力，坚决打好对敌隐蔽斗争这一仗。根据市委指示，市公安局以军管会工作队的名义协调各方面的工作，在市公安局督察室的具体组织下，将各方面掌握的敌情线索集中起来，采取以内线侦察为主，秘密工作与公开工作相结合，专门机关与广大群众相结合的方针，展开了侦察破案工作。当天，公安局即将中统山东省室主任董叔明逮捕归案，突击审讯，掌握了中统鲁室高干、通讯员、工业界特约通讯员、党网通讯员等数千人全部名单。在济南潜伏的还有军统山东站、国防部二厅所属第二绥靖区二处和绥靖总队第三大队，其他专门机构和外围特务机构不下几十个。第三，组建刑警队打击刑事犯罪，先后破获系列大案要案，同时开展了收容散兵游勇、遣返乞丐游民工作，治理社会治安；第四，建立户籍登记制度，10月20日济南特别市警备司令部和市公安局颁布《济南特别市交通管理暂行规则》；10月25日市公安局颁布《户口迁移暂行规则》，针对山东省会警察局在解放前将所存户口档案全部销毁，在户口管理上毫无资料可参考的状况，在取得试点经验的基础上，于1948年12月对全市户口进行普遍登记，经过近4个月的时间，户口登记工作圆满结束。全市共有130939户，520177人，其中男性284739人，女性235438人，初步摸清了全市各类户口的基本情况。通过户籍普查清查出国民党反动党团特务分子、地主恶霸、流氓分子6100余名，发现了60000名失业者，收缴武器弹药以及其他物资8000余件，培养治安积极分子7254名；第五，加强特种行业治安场所961家(不含自行车修理业)管理，其中旅馆307家、浴池13家、饭馆206家、刻字店103家、印刷店123家、妓院164家、影剧院茶社书词场45家。在国民党统治时期，这些特种行业场所的经营者为营业需要，均与当局来往密切，有的甚至直接参加了谍报组织；同时当局为控制各种复杂娱乐场所，多次对其内部人员进行反共教育及谍报动训练，并组织“民众情报组”。1948年12月4日至22日先后制定颁布禁毒禁娼规定、旅店营业管理暂行规则、经营及修理脚踏车事业管理规则、理发业卫生管理规则、娱乐场所暂行管理办法、刻字印刷暂行管理规则、公共厕所清除管理办法、妓女禁止事项等。妓院也由接收时的237户770人减少到123户249人，达到了限制发展、逐步消减的预期目的，为1951年彻底取缔打下了基础。1948年12月20日发布通告，要加强对交通的管理，车辆实行挂牌管理。截至1949年3月15日，公安局共发放脚踏车牌22150个、人力车牌5374辆，地排车6868辆、大车1843辆、水车332辆、马车15辆、粪车460辆、独轮车1119辆也都挂牌管理。第六，培养青年干部，开办了山东警官学校(后改为华东警官学校)，为华东大区随后大城市的公安接管工作准备、训练了大批可靠干部，上海市解放后就以山东特别是济南市的公安人员为主体实现了公安接收与社会治安工作。1948年11月共有公安人员2494名。
    - 局长李士英
    - 副局长凌云（1947年冬随中央工作团来山东渤海区参加土改。1948年夏任潍坊市公安局副局长。济南战役打响后，带领公安人员在潍坊地区沿路设卡拦截审查从济南逃往青岛的散兵游勇及特务。1948年11月17日调任济南市公安局副局长）
    - 局长室
    - 秘书室：主任周美溪，秘书叶在均、贾渔平、赵振山。下设文印股、总务股、卫生所、交换台、警通排
    - 督察室：肃特和打击刑事犯罪。督察长唐劲实/衣竹林，副督察长张洪范。后由凌云兼任，唐劲实、张洪范南下组建徐州市公安局并任正副局长。督察室下设侦察科、情报科、保卫科、预审科等，干警达数百人。[7]
    - 第一科（行政科）科长张文炳(科下设组织股、教育股、保卫股、音乐队、招待所)
    - 第二科（治安科）科长汉敏 副科长郭宜春/杨荫 科下设社会股(刑警队)、卫生股(清道队)、交通股、治安股(巡逻队)、保警队、消防队)。
    - 第三科（户籍科）科长郭宜春，副科长 黄克（科下设户政股、外侨股、社团股）
    - 第四科（警法科）科长张俊明 (科下设审讯股、司法股、技术股、看守所)
    - 供给处处长   李景挚(处下设财粮股、军实股)
    - 第一分局副局长  李乃光
    - 第二分局局长    娄家庭
    - 第三分局局长    王凌青
    - 第四分局局长    郭林
    - 第五分局（商埠）局长衣竹林/林平
    - 第六分局局长    陈昌奉
    - 第七分局局长    侯季五
    - 第八分局副局长  薛锐
    - 第九分局副局长  林星
    - 第十分局副局长  李从周
    - 第十一分局副局长任芳亭
    - 华东警官学校（即山东省警官学校第二期），梁国斌兼任校长，李士英兼任副校长，1948年12月9日开始招生，实际招生1034名。校舍为现山东省政协大院内。1949年1月5日开学。学员分警官、警士两个部。警官部为第一大队；警士部为第二大队。大队下设中队、区队和班，实行军事化管理，学员享受部队排级干部待遇。校部设有教务、行政、人事3个科。学校的教育方针是以政治教育为主，业务教学为辅，设政治、业务、军训3项课目。政治教育包含形势任务、方针政策、革命人生观和为人民服务等内容。由教研组编写了《政治学习教材》发给学员阅读。采取忆苦思甜、控诉旧社会和观看革命话剧，激发学员的阶级觉悟。在此基础上，动员学员向党组织忠诚老实地讲清自己的政治历史问题，学校组织力量进行政治审查。业务教育，事先向各地征集了有关警察教育的书刊和各项业务工作的总结材料，由教研室编写了《人民政权警察概述》教材。请山东省公安总局和济南市公安局有关业务部门的领导讲授治安、交通、户口、消防管理及刑侦、敌情、保安等基础知识。请从上海警察局地下党调去的刘继霖等介绍国民党警察局的机构设置、职责、日常工作和地下党斗争情况。军事课主要是进行队列训练。原计划警官学习一年，警士学习半年。1949年5月提前毕业，绝大多数800多人由李士英、徐盼秋带领南下参加了上海市公安接管。
- 济南特别市市政府：1948年9月28日成立并开始办公。市长郭子化（1948.9.25～1949.5.14）/姚仲明（1949.5.15～1949.5.21），副市长徐冰（1948.9.25～1948.12调任北平市副市长）/姚仲明（1948.12～1949.5.14），市政府下设秘书处、调查研究室、民政局、公安局、人事科、济南工业局(隶属华东工矿部)、邮电局(1949年3月改为邮政局)、建设局、公有房产管理处(1949年3月设)、财粮局(1949年1月分为财政局和粮食局)、工商局、税务局(1949年1月改为山东省税务局济南分局,2月又改为市税务局)、北海银行济南分行、教育局、卫生局、敌产清理委员会、山东黄河河务局济南办事处、交际处、济南特别市新华广播电台(1948年11月建立)。
  - 济南特别市军事管制委员会政务部：分管支前、优抚、建政、区划、减租减息、土地分配、救灾救济、社团、房产、户籍、民族、外侨等民政工作。10月5日,设立济南特别市市政府民政局,内设民政、战勤、社会福利、人事、内务等5个科室。
  - 济南特别市军事管制委员会文教部：10月5日济南特别市政府教育局成立，李澄之、刘健飞任正副局长，下设中教、初教、社教科和秘书室。设社教科。10月31日文教部改为济南特别市政府教育局,局设社教科,管理文化艺术、体育、出版等事务。派袁驼为首的军管小组接管济南师范，袁驼任党支部书记。截至10月24日，接收公立中等以上学校18所，共145个班，学生4783人，教职员561人。山东老解放区的华东大学、白求恩医学院、山东农林专科学校相继迁济，济南原有的省立医专、农学院分别并入白求恩医学院、山东农林专科学校。1949年华东白求恩医学院改名山东省立医学院，山东农林专科学校改名山东省立农学院，原在潍坊的华东第二高级工业学校与几所工科学校合并后成立山东省工业专科学校，总校设在济南。文教部接管了19所公立中学、62所公立小学。为尽快复课，军管会拨出专款和生活用粮帮助修复校舍、安置教职员工，还根据不同情况采取不同处理办法：“完全法西斯化的学校停办，缺乏复课条件或性质相同的学校可能合并的合并，具备复课条件的分别复课。”各公立中学并进行调整：原济南市市立中学改为济南特别市市立第一中学；原省立第一、二临中合并,改为济南特别市市立第二中学(1949年1月改为华东大学附中)；原省立第四、五临中与省立禹城中学合并，改为济南特别市市立第三中学；原历城县立中学改为省立历城中学。文教部接管省立济南师范、济南女师、历城乡师；省立第三临中和省立一、二临中的师范部(简师部)并入历城乡师,改称省立济南乡村师范学校。1949年8月济师与女师合并改称山东省立第一师范学校；济南乡师改称山东省立济南第二师范学校。1950年8月一师、二师合并,定名为山东省济南师范学校。对多数教职员尽量做到原职原薪，不加变动；除童子军军训、“公民”几种课程明令取消外，其他旧课程与教材基本不变，由原教员继续讲授，不使课程与教材变动过多而影响复课。至11月上旬，全市公私立中小学先后复课。
  - 济南特别市军事管制委员会卫生部：部长方春望率华东国际和平医院百余人进驻济南，接管了山东省立医院，成立了以方春望为主任、刘兴邦为副主任的复院委员会。1948年11月19日，山东省人民政府正式命名为“山东省立医院”“华东国际和平医院”，挂两块牌子，仍作为白求恩医学院的教学医院。宫乃泉兼任院长，张祥任副院长。
- 华东人民解放军济南特别市警备司令部：1948年9月21日成立，9月29日对外正式公布，隶属济南特别市军事管制委员会领导。司令员袁仲贤，政治委员刘顺元兼，第一副司令员袁也烈，第二副司令员邝任农，副政治委员余立金，参谋长黄序周，政治部主任梁辑卿。警备司令部机关设参谋处、政治部、防空司令部、供给部、卫生部等。军法处处长武思平。辖警备第一、二、三、四、五团和华东警备旅第二团。同时在济南市11个行政区内，建立了区警备司令部。1948年11月底，警备司令部转隶华东军区直接领导，下辖的各区警备司令部撤销。1948年11月，抽调干部组建徐州警备司令部。1949年3月所辖警备部队编成华东警备第1旅，旅部由济南特别市警备司令部兼。[8]
  - 济南特别市军事管制委员会军械部
  - 济南特别市军事管制委员会装具部
- 济南特别市军事管制委员会秘书处：秘书长管大同(1913—1981，山东潍县人)
- 济南特别市军事管制委员会交际处：处长陶稷农。辖济南饭店（即“石泰岩”，位于经一纬二路南，规模在济南当时的西式宾馆餐厅中，仅次于津浦胶济铁路自设饭店）、解放饭店（即胜利大厦，现纬四路79号，当时在社会上影响最大，1947年“有100余个房间，从业人员40余人”）、上海新村等。负责“招待来往军政高级干部（团级以上），民主人士，技术专家，会议代表人员等”（交际处《招待章程草案》）。[9]
- 济南特别市军事管制委员会会计处
- 财粮部：1948年9月初，华东局及济南市委为做好接收济南的准备，在张店组建财粮部，部长戚铭（1909—2002，山东沂水县人）。分为财政队和粮食队。主要任务是负责接收国民党山东省及济南市两级财粮机构及粮秣、燃料，负责济南市军事管制委员会所属各驻济部队粮草、燃料的供给、运输和加工等。济南解放后，接收了国民党山东省及济南市田赋粮食管理处。1948年10月济南特别市市政府设财粮局，下设秘书科、会计科、审计科、供给科、地政科和总粮库；济南粮食分公司同时成立，负责市场购销。由于缺乏管理大城市的经验，对粮、煤供应没有足够准备，济南解放后短时间内出现了供应不足，粮煤价格数天内陡涨了3倍以上。为军管会采取紧急措施，从解放区购买调运一批粮、煤、油、盐等生活必需品，委托市内已开业的私营商店按规定价格代销；并严禁煤粮从市区流出。到10月4日粮煤供应即缓解，物价开始下落，逐渐与周围解放区基本相等，城乡贸易逐渐活跃。1949年1月济南特别市市政府粮食局成立，设秘书科、供保科、调运科、会计科、粮票科，主要负责军粮供应。
- 金融部：山东解放区的北海银行总行随军进入济南。1948年9月27日，济南军管会宣布“一切交易皆须使用北海币”。北海银行券100元兑旧人民币1元。9月28日在军管会金融部主持下，北海银行奉命接收在济的接收官僚资本银行（中央银行、中国银行、交通银行、中国农民银行、中央信托局、邮政储金汇业局、中央合作金库）和地方公营银行（山东省银行、济南市银行）各总分支机构。9月30日济南特别市军管会颁发布告：济南军管会再度宣布“自即日起，以北海银行发行之北海币为市场唯一之合法通货”，“各种伪钞（包括伪‘法币’、‘伪金元券’、伪‘关金券’)自十月十日起为非法货币，停止使用”。10月10日，济南军管会宣布“自10月11日起，黄金、银元均不准在市场私自买卖，市民有必须卖出黄金、银元者，可按本市北海银行规定价格售与北海银行”。布告以后如有不遵规定私自买卖、破坏币制统一者，任何人均可将其扭送政府法办。10月16日成立北海银行济南分行，下设两个办事处。至10月20日，提前完成排除伪法币之工作，收兑伪金元卷2．5亿万元、伪法币2499．4亿万元。北海币在使用之初，不少人对其不信任，市场通货仍以银元为主，一些银元贩子趁机大搞银元投机活动，操纵哄抬物价，10月10日市军管会颁发布告，宣布禁止金银外币在市场自由流通，对非法贩卖金银，扰乱市场的投机活动和机构严加取缔，从而进一步稳定了市场，平抑了物价，博得全市人民的拥护。“共兑入折合法币108507.5亿元，兑出北海币564069.25万元”；“共包封出口折法币32717.65亿元，合计排出法币140625.15亿元”；济南市“共没收伪币491673.67亿元，其中金融部没收479312.67亿元”。1948年11月1日北海银行济南分行改为中国人民银行山东省分行营业部（1948年12月至1949年10月并挂北海银行、中国人民银行两块牌子过渡)，北海银行结束。1949年1月，济南特别市市政府成立黄金交易所并颁行《取缔黄金投机暂行办法》、《黄金交易所暂行章则》、《管理金店银楼业暂行章则》等规章强化对黄金交易的监管与引导。
- 工商部：管理工商行政事宜。1948年10月,军管会工商部改为济南特别市工商局，下设秘书科、登记注册科、市场管理科、生产指导科、行政科，定编164人。附属机构有食油、花纱布、食盐三个交易所及度量衡制造厂、度量衡监定所等5个单位。其任务主要是进行工商业登记、市场管理和整顿摊贩等。1948年11月，市政府设立济南国营贸易公司，并在公司内设百货、花纱布、食盐、煤建、粮食、零售6个公司及一批商业零售网点。12月，利民盐业公司迁址济南，奉令接收济南市食盐公司，成立了利民盐业公司济南分公司。1949年2月,政府为了加强市场管理,掌握市场的领导权,正式建立粮油、花纱布、棉花、食盐、杂货、牲畜6个交易所,统归市工商局领导。
- 实业部
- 无线电部：1948年10月4日，济南特别市军管会发布通告，规定即日起对本市无线电发报、发话电台进行登记，在军管期间，所有电台未经批准一律停止工作。接管国民党山东广播电台后，立即进行整顿：通告原电台职员前来报到，并组织其学习；对器材、家具等进行清理登记；对在战争中损坏的机器进行检修；通告持有收音机者前来注册。前来报到的职员有十几人，注册的收音机2500多部(后增至约1万部)，整理修复的机器主要是100瓦发射机、1千瓦发射机、40瓦扩音器和传音设备等。10月，中共中央宣传部派黎韦等3人来济南组建新华广播电台。黎韦任台长。在无线广播还不具备播音的条件下，电台人员先组织了有线广播。自10月5日起，在电台周围和中山公园四周安装了大喇叭播送音乐和转播陕北新华广播电台的新闻。10月15日开始用100瓦发射机转播陕北新华广播电台的节目(未报济南新华广播电台台名)。11月4日济南特别市新华广播电台正式成立，11月8日上午7时正式播音，每天播音7个小时。和设在临朐的华东新华广播电台联播的《对华东战场人民解放军广播》、《对华东战场国民党军广播》，以及根据形势发展编排的《对淮海战场特别广播》、《对北平天津特别广播》、《对京沪杭特别广播》等节目。1949年1月14日晚，陈毅司令员到电台视察。1949年2月17日，华东新华广播电台迁到济南，和济南特别市新华广播电台合并在一起播音。
- 邮电部：接管了山东邮政管理局、交通部济南电信局和山东省专用电话管理处。1948年10月5日合并成立济南特别市邮电局。
- 交通部：1948年9月26日，15人组成的军管组接管了津浦路机车工厂，组建工厂军管会，朱月三任政治委员。1948年10月27日中共华东中央局组成胶济铁路西段建路委员会，1949年元旦修通坊子至济南间线路，在济南举行了通车典礼。1948年11月1日，在济南成立华东区铁路管理总局。
- 工矿部
- 生产部
- 济南特别市敌产清理委员会：1948年10月26日成立，曾山任主任，冯平任副主任。按中共中央的城市政策和华东局的接管指示，首先清理接管了属旧政府和官僚资本经营的铁路大厂、山东机器厂、新城兵工厂、济南电力公司、济南自来水厂等60家企事业单位。对这些单位的接管,采取先包下来维持现状的办法,恢复生产,然后逐步改造为公有企业。到1949年7月,有49家公营企业全面恢复和增加生产，占公营企业总数的82%。
- 济南特别市支援淮海战役委员会：1948年11月22日成立。通过各种形式,动员组织人民群众全力以赴投入支前斗争。据1949年1月统计,全市共出动支前民工19800余人，汽车189部，地排车9385辆,收集转运军粮7000万公斤,接收治疗前线伤员6000多人,征购麻袋1255097条、小面袋623187条,缝制军服75万套、军鞋50万双,捐献北海币80多亿元。其中军服、军鞋两项,约占战役军需总任务的三分之一。淮海战役胜利结束后,济南市8万军民举行祝捷大会和提灯游行,并先后两次组织慰问团赴前线慰问参战部队和支前民工。
- 济南特别市地方法院：1948年10月2日成立,吴山民任院长。下设民事处、刑事处、行政处、看守所和监犯教育所。10月10日开始受理诉讼案件。
- 济南特别市军管会城区分会：1948年9月27日建立，徐冰兼主任。
- 济南市11个区的区委、区政府和市政府工作机构10月5日正式对外宣布成立。
- 济南特别市职工总会筹备委员会（简称“市总筹委会”)1948年10月成立，委员27人，孙学之任主任委员，刘顺元(中共济南特别市市委书记) 兼任市总筹委会党组书记。市总筹委会成立后的主要任务是，接受原国民党的济南市总工会、山东省劳工福利协会济南分会等17个工会组织；派工作组到成大、仁丰、成通纱厂及津浦大厂等工厂调查职工生活，调整、增加职工工资；安排遭受战争破坏的工厂的职工生活，救济失业工人；同资本家协商维持生产，保护工人利益；奖励在济南战役中护厂有功的职工；建立工会组织，发展会员，开办职工消费合作社等。彻执行中共中央及华东局、济南市委市政府的“发展生产、繁荣经济、公私兼顾、劳资两利”的城市经济方针政策，保护民族资本工商业，扶持和帮助有利于国计民生的私营企业。发动工人群众迅速恢复生产，支援解放战争，开展增产节约劳动竞赛活动，建设新济南。
- 中国新民主主义青年团济南特别市临时委员会：1948年9月25日，中共济南特别市市委青年工作委员会(简称“青委”)干部44人进入济南。1948年10月中国新民主主义青年团济南特别市临时委员会成立，杜前任主任委员，张黎群任副主任委员。内设宣教部、组织部、青工部、社会服务部和秘书处，工作人员55人。通过市青联筹委会，开展青年工作。1949年1月1日,中共中央发表《关于建立中国新民主主义青年团的决议》后,济南由秘密建团转为公开建团。1949年3月27日,召开济南市团员代表会议,选举产生中国新民主主义青年团济南特别市筹备委员会，杜前任筹委会主任。1949年6月,中国新民主主义青年团济南市委员会建立。机构设办公室、秘书处、组织部、青工部、学生部、少年儿童部。工作人员59人。
- 济南特别市民主妇女联合会筹备委员会：1948年10月17日成立，李紫辉任代理主任。1949年1月24日至27日，召开济南特别市第一届妇女代表大会。出席会议代表220人，候补代表18人。中共济南特别市市委副书记张北华作形势报告。大会讨论并通过《济南特别市民主妇女联合会章程》和市妇联工作任务的决议。大会号召全市各界妇女团结起来,在党的领导下,以生产建设为中心,积极参加生产自救,为解放全中国做贡献。1949年1月27日大会选举出济南特别市民主妇女联合会第一届执行委员会，委员23人，常委8人，李紫辉任主任。设组织部、宣传部、生产部、社会福利部、妇婴福利部、秘书处、办公室。共有工作人员48人。
- 济南市工商业联合会筹备委员会：1949年10月12日，济南市各工商行业临时代表大会召开,推选尚兰亭、张东木、管晓峰、孙伯隆、苗海南、艾鲁川等35人为济南市工商业联合会(以下简称市工商联)筹备委员会委员。10月26日，举行筹备委员会成立大会，民族资本家张东木当选为筹委会主任委员（后任济南市副市长）。设筹委会工作机构,工作人员25人。原济南商会宣告结束。开创成丰面粉厂、成通纱厂的大资本家苗海南被中央人民政府任命为华东军政委员会委员，1950年当选山东省人民政府副主席。

## 结果与影响
1948年11月21日，中共中央批转了济南特别市军管会副主任曾山所作的《接管济南经验报告》：“关于接管济南经验的报告，已收阅，甚好，当转发各（中央）局，供他们参考。” 
1948年11月中共中央发出《对撤销济南军管会的指示》，询问撤销理由和军事管制经验，并指出“10万以上人口的大城市，取消军事管制，须先得中央批准”“关于军事管制，中央拟颁发一个统一组织条例及军管期中各项政策，望将你们的经验和意见从速电告”。1948年11月15日，《中共中央关于军事管制问题的指示》颁布，明确了军事管制的目的和任务、军管会撤销批准程序等，指出：“在新收复的大城市中进行军事管制，时间不能太短，不要以为军事管制的时间愈短愈好，取消得愈早愈好，而必须看我们进行军事管制的各项目的和任务是否达到，来决定军事管制的时期。”指示还明确了军事管制期间应该完成的9项主要任务，为完成这些任务，在大城市约需要3~6个月的时间，并再次强调了在10万以上人口的大城市取消军事管制须先得中央批准。
1948年11月30日，中共中央发出《关于新解放城市中组织各界代表会的指示》：“石家庄、洛阳、济南等城市解放后的经验，我们在这些城市的工作中的弱点，是与广大群众联系不够”“为纠正上述这些缺点，便于联系群众，在城市解放后实行军事管制的初期，应以各界代表会为党和政权的领导机关联系群众的最好组织形式”。
1948年12月13日接管天津和北京前夕，中央指示接管负责人聂荣臻等，“接收平津影响中外，你们务必办到如同沈阳济南那样的接收及管理成绩，不要落在沈阳济南之后”。薄一波认为“济南经验”对做好平津的接管工作大有裨益。邓小平认为济南等地接管的经验教训“对解放江南有很大的帮助，使我们少走了许多弯路”。